# Ghormach (huyện)
Ghormach là một huyện thuộc tỉnh Badghis, Afghanistan. Dân số thời điểm năm 1999 là 38,953 người.